# Charles Arnold-Baker
Charles Arnold-Baker, geboren  Wolfgang Charles Werner von Blumenthal, (Berlijn, 25 juni 1918 – Londen, 6 juni 2009) was een Brits pleiter en historicus. 

## Levensloop
Arnold-Baker werd als Duitser geboren en nam in de jaren dertig de Britse nationaliteit aan, evenals de naam van zijn Engelse stiefvader. Hij studeerde aan de Universiteit van Oxford.
In 1943 werd hij lid van de Britse spionagedienst MI6, waar hij onder meer samenwerkte met Kim Philby. In augustus-september 1944 nam hij deel aan de bevrijding van België en was een van de eerste geallieerden die Antwerpen bereikte. Vervolgens nam hij deel aan de bevrijding van Noorwegen. 
Na de Tweede Wereldoorlog werd hij actief aan de balie. In 1966 begon hij met het schrijven van het standaardwerk "Companion to British History", dat pas gepubliceerd werd in 1996.
Hij trouwde in 1943 in Londen met Edith May, née Woods (1918–2010), die hij leerde kennen bij MI6. Ze kregen een zoon en een dochter.

## Publicaties
- Everyman's Dictionary of Dates, Londen, 1954
- Parish Administration, Londen, 1958
- New Law and Practice of Parish Administration, Londen, 1966
- The 5000 and the Power Tangle, Londen, 1967
- The Local Government Act, Londen, 1972 & 1973
- Local Council Administration, Londen, 1975
- The Local Government Planning & Land Act 1980, Londen, 1981
- Practical Law for Arts Administrators, Londen, 1983
- The 5000 and the Living Constitution, Londen, 1986.
- Monarchy,  Londen, 1991
- The Companion to British History, Londen, 1996
- For he is an Englishman - Memoirs of a Prussian Nobleman, Londen, 2007 (memoires)